# اس‌اس یوتبری
اس‌اس یوتبری (به انگلیسی: SS Gothenburg) یک کشتی بود که طول آن ۱۹۷ فوت (۶۰ متر) بود. این کشتی در سال ۱۸۵۴ ساخته شد.